# Серке су Пасаван
Серке су Пасаван (фр. Cerqueux-sous-Passavant) насеље је и општина у западној Француској у региону Лоара, у департману Мен и Лоара која припада префектури Сомир.
По подацима из 2011. године у општини је живело 504 становника, а густина насељености је износила 21,69 становника/km². Општина се простире на површини од 23,24 km². Налази се на средњој надморској висини од 112 метара (максималној 127 m, а минималној 84 m).

## Демографија
| 1962. | 1968. | 1975. | 1982. | 1990. | 1999. | 2011. |
| ----- | ----- | ----- | ----- | ----- | ----- | ----- |
| 561   | 619   | 529   | 506   | 477   | 445   | 504   |

График промене броја становника у току последњих година